# 詩月まどか
詩月 まどか（しづき まどか、1996年9月17日 - ）は、日本のAV女優。オールプロ所属。

## 略歴
2020年1月、SODクリエイトの「Ms.SOD」レーベル専属女優としてAVデビュー。
2020年12月をもって専属を離れることを発表。
2021年3月より企画単体女優として活動。

## 人物
福島県出身
趣味は読書・バレーボール、特技は手を使わないオナニー。
特撮好きで、特に仮面ライダーのオーズとビルドが好き。
小学5年の時に父親が夜中にAVをテレビで流しっぱなしにして寝ているところに遭遇し、そのAVを見てキレイと思い見入ったことがエロいことに興味をもったきっかけ。
17歳の時に付き合っていた彼（年上のバイトの先輩）と彼の家で初体験。経験人数は6人。
親戚の男の子の部屋に貼ってあった白石茉莉奈のポスターを見て美しさに感動し好きなる。また、その男の子が持っていた白石のDVDを見たことでAVという世界があることを知った。
オナニーが好きで1日最低3回、最高で20回したことがある。小学生の時から、足を組んで股間に意識を集中するだけでイクことができ、そこからシャワーやオモチャなどいろいろ試し、今では足を組むことなく意識を集中すればそれだけでイケるようになった。
デビュー前は保育士でそれなりに充実していたが、どこか物足りなさを感じて仕事を辞めアルバイトをしながら次の仕事を考えた時、エッチなことが好きだし刺激がほしいと思い自ら応募したのがAV女優となったきっかけ。また、白石茉莉奈が好きだったことから、AVに出るなら同じSODからと直接SODに応募した。
芸名の「まどか」は『魔法少女まどか☆マギカ』の「鹿目まどか」から取った。ただ「鹿目まどか」が好きというわけではなく、一番好きなキャラクターは「暁美ほむら」で、彼女にはなれないから彼女が闇堕ちするほど好きな「鹿目まどか」になろうと「まどか」にした。

## 出演作品

### アダルトDVD
- 詩月まどか AV Debut（1月23日、SODクリエイト）
- 唇・胸・膣を徹底的に刺激し未知の世界へ… 全身オーガズム 絶頂性交（2月20日、SODクリエイト）
- 夜が来たね。調教の時間だ。欲しがりな君を朝まで犯してあげる。（3月26日、SODクリエイト）
- Hカップの超敏感ボディーがご奉仕しながらイキまくる… 予約の取れない超高級会員制密着ソープ（4月23日、SODクリエイト）
- 超敏感Hカップ巨乳をずっと揉んでずっとイカせる乳開発（5月21日、SODクリエイト）
- 思わせぶりで男たちを無自覚に誘うあざとい女をレ×プしてやった。（7月9日、SODクリエイト）
- 熟睡女子 6名4時間 夜這いハメ撮り Vol.01（7月23日、SODクリエイト）※オムニバス作品、他出演5名
- 理性ぶっ飛び全身体液まみれ 汁だくだく媚薬キメセク（9月24日、SODクリエイト）
- 婚約者がいる僕のはち切れそうな禁欲チ○ポを射精管理NTRしてくる幼馴染（10月22日、SODクリエイト）
- 緊縛旅館 経営難の老舗旅館を支えるため緊縛接待で変態客の玩具となる若女将（11月26日、SODクリエイト）
- 1日中ホテルにこもり朝から晩まで生中出しに没頭した2人（12月24日、SODクリエイト）

- MM号からの脱出 女子大生の友情数珠つなぎ企画 友達を30分以内に電話で呼び出し“身代わり”にして密室から脱出せよ! 制限時間を過ぎたらデカチン即ハメ! 2 イってもやめない激ピストンで友達が来るまで生中出しは終わらない inザ・マジックミラー（4月7日、DEEP'S）※オムニバス作品、他出演5名
- ムッチリ総合病院 詩月まどか ジューン・ラブジョイ 有岡みう（4月15日、グローリークエスト）
- いちゃラブ宅飲み濃厚べろちゅう密着せっくちゅ Hカップ超SSS級 新人女優 詩月まどかが彼女になった日（5月7日、桃太郎映像出版）
- 予約半年待ちリピ率100% 某メンズエステ店 密室×密着 イキ過ぎた禁断サービス（5月7日、DOC）※オムニバス作品、他出演3名
- 密情事 違う男との営みに女汁は溢れ腰をクネらせ痴態を曝け出し中出し・ごっくん何でもOK 濃厚な性交に大量潮吹き 敏感ドMな人妻は肉棒を懇願（5月19日、ABC）
- 哀従のセックス奴隷メイド（6月7日、アタッカーズ）
- 親の再婚で突然できたドM義姉に誘惑され欲情してしまった僕（6月16日、MAXING）
- 包茎チ○ポを剥いてキレイに洗われ、気持ち良くて勃起したボクに発情してしまった年の離れたお姉ちゃん（6月19日、ROYAL）
- 押しに弱いOLが溺れたしつこくネットリとしたおやじセックス（8月7日、アタッカーズ）
- Hカップヲタク まどかに中出しセックス（10月5日、S-Cute）
- 帰省先の田舎で僕が出会ったのは母の部下、敏感爆乳の人妻でした。（10月8日、人妻花園劇場）

### アダルトVR
- 敏感ドMな99cmHカップのマシュマロボディ初VR解禁! 『私のオッパイ、あなたに滅茶苦茶に犯されたくて…。』（5月11日、SODクリエイト）
- 「先生…好きなんです…」 僕の結婚前夜にゲリラ豪雨でびしょ濡れになった教え子がやってきて…（7月30日、SODクリエイト）

- BLにしか興味のなかった腐女子の子宮を奥突きピストン チ○ポに媚びるカラダへ生まれ変わる（6月12日、KMPVR-bibi-）
- 「我はランプの性じゃ♡」黄金に輝くランプに精子がかかってしまい… 出てきたのはランプの魔人!! 願いを3つまで叶えてくれると言うので【早漏改善SEX】【パイズリ挟射】【顔射&連続中出し】まで出来ちゃった夢のようなお話（6月25日、こあらVR）
- 気が狂うほどの強い性欲に満足するまで性汁を求める下品な下半身不倫（7月9日、KMPVR）
- 競泳水着 尻揉みイキVR（12月29日、KMPVR）※オムニバス作品

- 乳首だけでイケるように開発して?（8月11日、KMPVR）
- いっぱい乳首で感じて♡（10月4日、KMPVR）

- デカ尻の重みを貴方の顔面に一点集中。大きなお尻に踏まれたい。（3月13日、KMPVR）

### アダルト配信
- 寝ている隙にコッソリと… 詩月まどか (23)（3月2日、SODクリエイト）

- まどか（3月3日、「イマジン」）
- 【超敏感ご奉仕好き×Hcupランジェリー販売員】爆乳Hカップでエロ販促動画を投稿するどスケベ下着販売員!強烈バキューム愛撫で精子ドバドバ口内射精!極上肉体を際立たせるランジェリー&激エロバニーコスでご奉仕痴女ファック!欲しがり女を汗だく体液まみれで犯して射精しまくる多量4射精SEX!Big bazookas Salesgirl【なまハメT☆kTok Report.13】（3月12日、プレステージプレミアム）
- No.1113　栗原 まどか（3月25日、舞ワイフ）
- えちえちHカップの敏感美女はAVマニア!?えちむち巨乳の搾精促進ボディは超ビンカン!!マニアならではエロテク総動員ご奉仕でAV男優暴発不可避のテクの共演!!まったく鎮まらない暴走性欲は…止まるのか…!!3 搾精記録の巻/AV男優の電話帳/No.66（3月26日、プレステージプレミアム）
- 【えちえち度MAX美女のHカップ美巨乳大激震!!】鬼のような性欲の肉感美女が無事降臨!!エチエチマインドのAVマニアの彼女にモノホン男優チ○コを差し出せば!!べちゃくちゃフェラでガチガチ仕上げ!!連続昇天&中出しでも鎮まらない性欲… ホンモノです!!/拝啓、美人店員さま/十七通目（3月27日、プレステージプレミアム）※「うた」名義
- Iカップセルフ脳イキ妄想癖トランス妻!!【ノーハンドで外出先でも何処でもオナニー(カフェでも)】x【おもちゃ複数持ち/極太バイブが奥様のま○こにスルスル呑み込まれる!!】x【衝撃!! セーターの穴から零れ落ちる程のIカップ】ち○こ中毒の秘められたエロスが今解き放たれ、リビングぐちょぐちょ状態でドピューっと中出し2連発!!!の巻き（4月26日、プレステージプレミアム）※「ウタハラマドカ」名義
- 【メンズエステ盗撮】巨乳施術師がわざと当ててきたHカップパイに思わず勃起したらバレてしまい…（5月4日、ドキュメントdeハメハメ）
- 抱き心地最高なムチエロボディーを持つ甘えんぼJ○が、ハジメテのお家デートSEXでとにっかくイキまくるっ!!「おっぱいだけで、ゾクゾクする…///」「あぁっしゅごい…！きもちぃ〜…」2回戦目の牛コスも大必見!!モ〜可愛いが止まらないんだじょ〜!【まどかちゃん(彼女)とおじさん(彼氏)の特別な一日】（5月9日、しろうとまんまん）
- ラグジュTV 1406 ドMな淫乱家庭教師が新たな経験を求めてAV出演!何度も繰り返される激しいピストンに体をガクガク振るわせ、ハリ艶溢れる美巨乳を躍らせながらイキまくる!（5月19日、ラグジュTV）※「観月綾香」名義
- 【童顔×巨乳/脳イキ×膣イキ/大量潮吹き&絶頂エビ反り】大自然が育んだHカップのドM娘! 片道3時間、山梨からセックスしにやってきた居酒屋店員 ノーハンドオナニー!? トロける脳イキ、シビれる膣イキ! 大量噴射で大洪水! マ●コ決壊、潮吹きが止まらない! コタツでエビ反り絶頂! 変態娘の妄想を凌駕した究極のSEX! 延長戦! ドMちゃんは痴女りたい! 攻めのセックスに初挑戦… 果たして結果は!? 「痛みが快楽に変わるタイプなんです」ドM覚醒の原体験となったある出来事とは… みづき 23歳 居酒屋店員（6月22日、プレステージプレミアム）
- 【配信専用】おなふりっくす＊ 本気のオナニー見せつけ絶頂集 Vol.02（6月24日、MAGIC）※オムニバス作品
- まどか（7月17日、おっぱいちゃん）
- 【配信専用】 全裸カタログ Vol.7（8月26日、MAGIC）※オムニバス作品
- まどか (scute1144)（9月17日、S-Cute）
- まどか (scute1145)（9月22日、S-Cute）
- 【配信専用】『ど～したの? 眠れないの? 私が気持ち良い事して寝かせてあげるね…』 究極の癒しエロ! 添い寝手コキ!! #5（12月2日、DOC）※オムニバス作品

- ゆうきちゃん（5月20日、新世代女子）

## 書籍・出版物

### ポーズ集
- 巨乳専門ポーズ集 着衣巨乳を脱がせてみたら（2020年3月31日、一迅社、撮影:須崎祐次）[10] ISBN 978-4-7580-1686-5

### デジタル写真集
- 水沢美心×広瀬りおな×詩月まどか Ms.SOD 美乳ガールズ（2019年11月18日、小学館、撮影:西條彰仁）

### 雑誌
- 月刊ソフト・オン・デマンド 2月号 vol.5（ソフト・オン・デマンド） - インタビュー「注目娘インタビュー」
- 月刊FANZA 2020年3月号（ジーオーティー） - インタビュー「HATSUMONO!」
- 週刊プレイボーイ 2020年2月10日号（集英社） - 「ボインがくる 新人美巨乳AV女優 冬の陣」
- 週刊実話 2020年2月13日号（日本ジャーナル出版） - インタビュー「AVタイムズ」
- 週刊ポスト 2020年3月13日号（小学館） - 「新人AV女優ハダカ白書2020」
- 月刊ソフト・オン・デマンド 6月号 vol.9（ソフト・オン・デマンド） - 「SOD女優レーベル名鑑」
- 週刊アサヒ芸能 2020年6月4日号（徳間書店） - グラビア「「着衣ボイン」脱がせマニュアル」
- 月刊ソフト・オン・デマンド 9月号 vol.12（ソフト・オン・デマンド） - 「特集 真夏の汗だくレ●プ」
- 月刊ソフト・オン・デマンド 11月号 vol.14（ソフト・オン・デマンド） - 「いっぱいおっぱい大特集」
- 月刊ソフト・オン・デマンド 2月号増刊 月刊SOD PREMIUN 2020 グラビアスペシャル（ソフト・オン・デマンド） - グラビア

## 出演

### ラジオ
- とにかく明るい安村のとにかく丸裸!（2020年2月15日,29日,9月12日,26日、文化放送）

### テレビ
- 綾瀬麻衣子のYouTubeのお仕事ですよ #5（2020年8月16日、エンタ!959））※YouTubeで7月10日に生配信[11]

### ウェブドラマ
- 全裸監督2（2021年6月24日 全話配信、Netflix） - 第8話